# MS-09系列机动战士
MS-09 系列机动战士，代號大魔（ドム/Dom）是使用UC纪元世界观的动画机动战士GUNDAM系列中出现的一种虚构兵器。

## 发展历史
在一年战争开战数个月后，吉翁公国发现他们的主力机动战士MS-06薩克虽然在宇宙环境中发挥了令人生畏的威力，但在地球战场的全重力环境中却陷入了困境。在地球的重力作用下，MS的巨大重量使它们移动缓慢，结果成为地球联邦军数量上占绝对优势的传统兵器的活靶子。为了扭转这种局势，吉翁公国的军需企业Zimmad社《參見：宇宙世紀的企業列表》开始发展一种新型机动战士，它必须具有比MS-06更优良的地面机动性。利用从MS-07C-5 古夫試作實驗機获得的数据，索伊曼德/兹玛德社的工程师们开发了MS-09 大魔。

## 主要机型

### MS-09 德姆
MS-09是预定用来代替MS-06J和MS-07B的MS，在实战中的表现远远超过了它的两位前辈。作为重型MS，大魔拥有超越联邦军新式量产型机动战士RGM-79 吉姆的性能。大魔可以使用大部分扎古II和古夫的制式装备，同时又配有一种新型的、可以轻易击破MS装甲的360mm巨型手提火箭炮。后来一种880mm雷可顿火箭炮被制造了出来，它几乎可以摧毁一切地面目标。大魔配备了一种新式热能剑，它的外观非常像RX-78-2 GUNDAM的光束剑。大魔試驗性地裝備了擴散式光束砲，对于MS类目标来说它的威力过弱，但却足以在几秒内使敵機感應器失效。
MS-09 大魔的主要优势在于它的速度，敏捷性和机动性。備有熱核氣墊推進装置：腿部的最下端與腰部向外凸出形成裙子的形状（因此被联邦军士兵戲稱為穿裙子的），在这裙子之下是多台大推力热核喷气引擎，可使MS在接近地面处悬浮。利用这种结构大魔可以达到240km的最高时速，远远超过古夫99km的奔跑时速。在吉翁军方看来，大魔的优势十分明显，他们很快便同意让大魔投入量产。
首批生产的3台大魔原本應是由宇宙攻擊軍（司令：德茲爾·薩比中將）交給蘭巴·拉爾的木馬追擊隊。但在運輸過程中被主導地球侵攻作戰的突擊機動軍（司令：基西莉亞·薩比少將）轄下的歐洲軍區司令马·克貝少校隱匿，轉交给同為突擊機動軍的王牌小队黑色三连星使用於敖德萨矿区基地護衛任务。然而，仅仅两场战役之后，所有这三台大魔都在与阿姆罗·雷的RX-78-2的战斗中被击落了。

### MS-09R 力克德姆
当一年战争后期战斗转回到宇宙进行，自護军被迫将大量地面用及水中用MS弃置于地球。而大魔由于在设计之初已考虑到在太空环境下作战的用途，故而大多被带回宇宙改装成宇宙作战用MS。
重新设计的宇宙用版本MS-09被称为MS-09R力奇大魔（Rick Dom）。它的喷气式发动机被火箭发动机取代。由于过于庞大的体积（缘于设计时的大骨架和厚重的装甲），一艘自護军Musai级轻巡洋舰的机库只能携带两台力奇大魔（而扎古II可以携带3台）。
在一年战争最后的日子里，大魔系列MS是自護公国最主要的前线武器。自護希望最终用性能完美的MS-14蓋古克取代大魔，但在生产出足够代替大魔数量的蓋古克之前戰爭就结束了。
在一年战争结束后，自護残黨把力奇大魔改进成MS-09R Rick Dom "Stutzer"来抗衡Titans的新武器，因为他们没有能力生产新的机动战士。力奇大魔Stutzer的前部装有一个类似卷扬机的设备，此设备用来发射线导武器，可以将电线纠缠在敌方MS的身上，或是在MS自身隐蔽起来时投掷手榴弹。其它装备还有固定于肩上的导弹发射箱和布雷具。力奇大魔Stutzer也可以装备大部分标准MS武器。大背包用于储存增加航程的推进剂。
力奇大魔成为力奇·戴亚斯（Rick Dias）型机动战士的基础。德拉憲也在某些方面借鉴了大魔的思想。

### MS-09RII 力克德姆II
在一年战争进行到非常后期的时候，自護公国提出了所谓的“統合整備計劃”来升级现有的MS，使MS生产线更有效率。军工部门提出了几种新的MS设计方案，其中包括MS-09RII 力奇大魔II。
力奇大魔II是MS-09R 力奇大魔的再次升级版本。它的主要改进是大幅提高加速能力的推力加速装置，以及为提高机动性而加装的姿态控制微调设备。 由于在动力方面的改进大大增加了燃料消耗，生产商索伊曼德社为力奇大魔II加装了一对外置燃料箱。
由于投入生产的时间过晚，只有极少的力奇大魔II赶上了一年战争。一些在战斗中没有被击毁的力奇大魔II作为0083年迪拉茨舰队的主力机动战士参加了星尘作战。由于迪拉茨舰队缺乏MS的备用部件，这些力奇大魔II中有的少装了一些推进器。

### MS-09F Dom Funf
另一种重要大魔型号是MS-09F Dom Funf。MS-09F是“統合整備計劃”的成果之一，是唯一一种不需要对基础机体进行大幅改动即可实现不同作战配置的大魔。MS-09F可以在几个小时内改装成在新环境中作战配置模式。它装备的武器包括：880mm雷可顿火箭筒，90mm突击步枪，90mm机关枪以及一支3联装导弹发射器。
MS-09F最主要的变型配置是MS-09F/trop 热带型大魔（德语：Dom Tropen）。基于YMS-09D 大魔热带测试型的数据进行开发，自護军方在一年战争后期投入了热带型大魔，专门用于在地球热带地区和沙漠地带执行任务。热带型大魔增加了额外的沙尘过滤装置来保护MS机体内的设备，并配有大功率制冷系统克服沙漠地区的高温。热带型大魔在其腿部的热核喷气发动机的进气道处设有专用沙尘过滤系统，这样MS就可以在沙漠地区维持高速气垫运动而不必担心发动机被吸入的沙尘损坏。
另一种MS-09F的配置形式是宇宙用的MS-09F/Bn 无腿型大魔（德语：Bein Nichts）。Dom Funf原有的腿部被大功率推进器取代，以尽可能提高机动能力。MS-09F/Bn的武器有热能剑，雷可顿火箭筒和Sturm faust。（SD G世代 遊戲中的IF機）

## MSV中的机型

### YMS-09 原型德姆
通过借助气垫不与地表直接接触，原型大魔能够克服困扰自護军地面用MS的速度问题。气垫生成装置是位于原型大魔脚底。腿部装甲和腰部裙型装甲下的多组热核喷气发动机。在气垫飞行状态下，原型大魔拥有240km的最高时速，远远超过了自護军主力地面用机动战士MS-06J的80km时速。而且，气垫使原型大魔具有了其它MS不能相比的地面机动性，它可以在地表做出灵巧的滑动动作。
索伊曼德社在其位于Side 3的生产基地制造了两台原型大魔，它们被运到自護的加利福尼亚基地进行测试。在地面测试结束之后，原型大魔的设计得以定型。自護公国随即将其以MS-09的代号投入量产。

### YMS-09D 德姆热带测试型
在MS-09 大魔服役之后，自護军针对大魔在地球热带地区战斗力下降问题要求进行改进。为了拿出解决方案，索伊曼德社将两台YMS-09 原型大魔中的一台改装成了YMS-09D 大魔热带测试型。大魔热带测试型的背包中有一个冷却剂贮藏箱，以应对MS在热带地区作战时机械系统的散热问题。
在北非作战的自護军山猫部队将他们的12部大魔按照这种方式进行了改装，其中包括王牌机师罗伊·格林伍德少校的专用机。

## 延伸閱讀
- モビルスーツ全集 4 MS-07/09 グフ&ドムBOOK（機動戰士鋼彈造型解說讀本NO.4：MS-07/09，日文），雙葉社，2011年，ISBN 978-4-575-46461-0